# Tmarus vexillifer
Tmarus vexillifer es una especie de araña cangrejo del género Tmarus, familia Thomisidae.

## Distribución
Esta especie se encuentra en Mauricio.